# 2022年6—7月澳門2019冠狀病毒病聚集性疫情封控、隔離及閉環措施相關爭議
2022年6－7月澳門2019冠狀病毒病聚集性疫情封控、隔離及閉環措施相關爭議，介紹在2022年澳門2019冠狀病毒病聚集性疫情爆發期間在澳門發生該輪疫情期間的封控及防範區情況、關閉患者曾到訪地點場所、醫學觀察酒店、陽性患者專用酒店及院舍“防範性閉環措施”的相關爭議。

## 隔離酒店衛生與管理問題

### 對確診者專用酒店的質疑
在6月22日防疫記者會上，有傳媒關注到用作隔離「核酸陽性人士」設施的英倫遊艇會酒店防疫措施以及衛生狀況，旅遊局傳播及對外關係廳廳長劉鳳池回應時稱，局方會聯同衛生局一路跟進該酒店的情況；亦會同衛生局去檢查該酒店的衛生情況以及委託亦第三方做有關檢查。就2021年9月出現酒店保安群組疫情，令人質疑隔離酒店防控制措施及衛生是否足夠，擔心隔離酒店爆疫情一事重來，她強調旅遊局一直根據衛生局指示及規定找合適的隔離酒店。至於英倫遊艇會酒店被用作隔離酒店，局方有同衛生局人員實地了解過是否合適，而衛生局亦認為該酒店可以接待有需要的人士。

### 正在醫觀人士違防疫
6月24日防疫記者會上，對於網上流傳有於醫觀酒店接受隔離的人士違反防疫，打開酒店房門吸煙飲酒事件並將視頻放上網，治安警察局經調查涉及8人違反《傳染病防治法》。另外，司警於6月23日晚上破獲一宗以行李包裹將毒品運送至路環某醫觀酒店，旅遊局表示，已即時同衛生局、酒店溝通，同時要求員工留意酒店內每一間房間情況，包括要求酒店保安加強巡查，該局相信今次是個別事件，並呼籲入住醫觀酒店的人士配合有關守則及指引，如有特別情況要即時匯報。

### 完成醫觀人士未能如期進行或完成核檢離開酒店
在6月26日防疫記者會上，有傳媒反映有部分居民醫學觀察期已完成，但未能如期離開。衛生局傳染病防控處處長梁亦好表示，本輪疫情是來勢洶洶，需管控人數亦相當多。據統計，6月25日單日在澳門喜來登大酒店完成醫觀可離開的人數逾兩千人，採樣團隊需要逐間房、逐個人採樣，因此採樣需時較長，要等到有檢測結果才能離開，當局已與酒店溝通不涉及費用增加。梁亦好表示，對逾期未能離開酒店的情況感到抱歉，今次疫情來勢洶洶，需要管控的人非常多，有部分人士的採樣及核檢結果的延遲，不得不在酒店多留宿一晚，已與酒店溝通，不會因此而增加額外費用。

### 確診者專用酒店環境非常惡劣 毫無私隱
在6月29日防疫記者會上，自疫情爆發以來，患者於高頂公共衛生臨床中心或酒店隔離時，當局一直都會安排兩名患者同房，相關措施沒有違反醫學常規或感染控制原則。然而，有市民向論盡媒體反映，自己與另一名不相識的隔離人士在同一酒店房內的兩床相隔不足10釐米，質疑何來安全及私隱可言。衛生局局長羅奕龍在當天防疫記者會上，指出兩名患者均已確診，並不存在交叉感染的問題。他又舉例內地的方艙醫院有幾百人，亦無問題。而該名陽性患者反映，羅奕龍所指方艙醫院百人同住是迫不得已，但目前政府安排兩位互不相識的確診者入住同一間酒店的政策匪夷所思。該名讀者指出，醫院有人定時消毒，但隔離酒店有嗎？而且隔離酒店兩張床相隔僅10釐米，認為自身的安全和私隱成問題，這反而令其更覺得要保護好自己。

### 陌生男女同房隔離惹安排和管理問題
有市民向本地傳媒反映，自己被當局安排與另一名不相識的隔離人士共處同一酒店房，且兩床相隔不足10釐米。今日再有女性市民反映，當局要安排一名陌生男子與她同房隔離，最後在她強烈反對下，當局才安排另一間房給陌生男子。該名女生市民表示︰「試想一下，一個陌生嘅男人有你房咭可以隨時開到你對門，乜嘢私隱都無晒，真係好恐怖，搞到而家有陰影。」
在6月30日防疫記者會上，對於有陽性患者反映被安排與不認識的異性在酒店同一房間隔離。旅遊局傳播及對外關係廳廳長劉鳳池回應，得悉相關事件，酒店是按衛生局提供的名單分配房間，收到相關的反映後已即時為這名人士另外安排房間。旅遊局亦向衛生局溝通，希望優化相關的流程，避免同類事件再次發生。衛生局傳染病防控處處長梁亦好重申，在醫療設施中 2人同房是常識，1人 1間房的機會基本好低，她稱明白酒店的情況與醫院病房非完全一樣，現時用作收治患者的喜來登酒店宏地樓房間數相對充足，若條件允許下，希望儘量安排市民獨立房間，但當病例數多時，亦需接受與其他人同房。
在7月1日防疫記者會上，衛生局傳染病防控處處長梁亦好表示， 有關隔離治療酒店安排，原則上絕對不會安排男女同一間房；之前個別個案，是由於名單和酒店出問題，已經即時糾正；由於入住的人士均為陽性患者，從感染控制角度上是不會增加傳染風險；當房間供應緊張時，不得不安排兩個人同房。現時，喜來登宏地樓已投入使用，供輕症患者入住，目前房間足夠，暫時不會安排不認識的人在同一間房。目前，應變協調中心正聯絡同房而又不認識的人士，讓他們選擇是否單人或一個家庭一間房。

## 部分患者到訪地點沒劃為管控區域或關閉

### 上葡京沒劃為紅碼區
6月23日行政長官記者會上，有記者問及為何上葡京沒劃為紅碼區？社會文化司司長歐陽瑜解釋，政府劃出紅碼區，是因區內有人士被感染，故希望他們留在原地直至排除風險。但參與上葡京婚宴的人士已離開及回家，因此沒有需要（封控娛樂場），正如居民上班回家後，主要封控居所。
保安司司長黃少澤又表示，就網上流傳指相關婚宴活動出席的賓客中涉及官員參加，他回應表示，暫時沒有跡象顯示有官員參加。在同日應變協調中心記者會上，衛生局傳染病防控處處長梁亦好回應指上葡京婚宴涉及約300多人，其292人已管控，但到目前主辦方仍未有完整的賓客名單，她又稱主辦方表示有自己的困難，同時暫時未見該婚宴涉及違規的情況。
6月23日，應變協調中心再次呼籲6月18日曾參與上葡京婚宴活動的人士主動申報，並根據調查資料，當天婚宴活動約涉及350名參與人士，員工約100人，而截至6月23日下午1時，150人已通過網上申報系統主動作出申報，結合司法警察局的調查資料，目前已掌握有292人名單。
6月24日下午，對於網上流傳涉及艷麗大廈群組的上葡京婚宴有立法議員出席，衛生局傳染病防控處處長梁亦好在防疫記者會中表示，該群組名單中有四百多人，沒有細看是否有議員，會根據風險評估採取管控措施 。至今針對上葡京婚宴的跟進情況，當局一共跟進了429人，其中，416人需要管控，包括工作人員83人、同場賓客333人。另外，被問到為何有多名陽性患者光顧的五邑美食未有被圍封，梁亦好解釋，封控場所會考慮有否發生傳播，早期只有達昌大廈群組中的首名確診者一家人曾在五邑美食吃飯，未見引起傳播，直至昨日才陸續發現有工作人員或其他食客感染。當天晚上，應變協調中心澄清有議員曾出席上葡京婚宴，經核對流行病學調查資料，確認梁安琪女士沒有出席6月18日上葡京婚宴活動，並非本次疫情被管控的人士。
6月25日下午，關於上葡京婚宴的情況，應變協調中心再度澄清，經核對流行病學調查資料，確認行政長官及其家屬並沒有出席6月18日上葡京婚宴活動，而傳言中的家屬年齡僅幾個月至四歲內且不在英國或其他外國地方。有關網上傳言與事實嚴重不符，屬惡意造謠，已交由警方跟進調查。

### 四季名店關閉一樓停業被捱批
自四季名店群組出現後，累計超過40人陽性感染，在防疫記者會上不斷有記者追問何時對四季名店進行關閉。
在7月4日防疫記者會上，衛生局傳染病防控處處長梁亦好回應稱，封控目的是希望“管住裏面的人”，不讓他們走入社區，但現時四季名店店鋪已關閉，與封控的意義沒有不同。她又稱，四季名店群組涉及病例較多，包括有銷售員、清潔、保安人員，同時亦涉及一同工作的人員，同宿舍人員亦有傳播風險，因此已要求四季名店業權人暫停一些店舖營業。她稱，四季名店涉及多個場所，現時出現病例的店鋪已關閉，當局亦會再審視是否需要擴大關閉範圍。同日晚上，衛生局發出通告，經流行病學調查，路氹城四季名店一樓已有40多名工作人員確診，涉及多間店舖。當局命令四季名店一樓所有店鋪由4日晚上8時起10日午夜11時59分關閉，為期七日，店內工作人員包括外判清潔、保安及裝修等不得到其他地方上班，保持電話通暢，以便聯繫作進一步安排，並須於第一、三、五、七天接受四次核酸檢測。重新開放前，要確保所有工作人員已接受檢測並呈陰性。
在7月5日防疫記者會上，衛生局傳染病防控處處長梁亦好表示，經流行病學評估，發現四季名店一樓有疾病傳播風險，經局方勸喻，有關商舖早前已關門，但局方於7月4日發現有部分商店有重開情況，基於公共衛生考慮，因此發出公告要求暫停營業。梁亦好又稱，現時流行病學調查四季名店二樓暫未發現有傳播風險，因此未有同步要求四季名店二樓商場關閉，對於相關回應，有網民批評當局以為「病毒唔識上樓」。被問及四季名店一樓的所有員工是否已經變成紅碼時，梁亦好表示，在該場所有病毒傳播風險期間工作過的員工均已被隔離。

### 人民日報海外網批評防疫部門後知後覺
7月5日，人民日報海外網發表評論文章，標題為“病毒面前沒有優等生幸運兒”，其中以四季名店群組感染為例：文章指出，本應在出現感染者的第一時間對該場所消殺、封控，做詳細的流調，切斷傳染鏈，卻在僅僅找到感染者的初步關聯性之後就止步。甚至在記者追問為何該店不停業封控時，有關專業人士竟然認為沒必要也不需要，結果造成後續更多人在該場所被感染，這才下令關停店舖。再如，每天公布的新增感染者中，社區發現的人數都遠高於管控中發現的人數，說明社區內的傳播持續多發，一直沒有被阻斷。凡此種種，面對突發疫情所有可能出現的問題幾乎都出現了。

### 場所防疫關閉要求不一致
7月6日疫情記者會舉行前夕，衛生局發出通告命令壹號廣場所有店鋪由當天下午3時起關閉7天至12日凌晨0時，通告如下：「自 6月 19日起出現新冠疫情，經流行病學調查發現，至少有 6名壹號廣場工作人員確診新型冠狀病毒感染，主要涉及澳門壹號廣場保安人員，為預防或消除可能危害或損害個人或集體健康之因素或情況」作出該防範性措施。通告中指出，所有店鋪內的工作人員，包括外判清潔、保安及裝修等人員，不得在壹號廣場或其他地方上班，並須在第 1、3、5和7天接受核檢，而在商場重新開放前應確保所有工作人員核檢陰性。
四季名店一樓全部店鋪自7月4日起暫停營業，二樓和M層繼續正常營業。在7月6日疫情記者會期間，衛生局傳染病防控處處長梁亦好宣佈由於四季名店二樓在7月5日亦出現核酸陽性個案，所以由當天起要求四季名店二樓及M樓層相關店鋪關門。對於壹號廣場所有關閉商店的原因，衛生局傳染病防控處處長梁亦好表示，壹號廣場數名保安受感染，有傳播風險，故要求關閉商場，她強調和該建築內的居住場所無關。

## 封控措施之延誤與標準之質疑

### 封控措施出現延誤
6月22日，仁安大廈已有住戶確診，當局卻延至6月24日晚上才封廈，傳媒關注中間會否存在傳播風險。衛生局傳染病防控處處長梁亦好表示，居於仁安大廈的一家人先後確診，當局要觀察有否傳播予他人的風險，再結合其他因素評估。經評估在6月24日晚上決定封控。她解釋，衛生局一般通過風險評估，認為大廈內有傳播風險，會決定啟動封鎖工作，再由分區分級防控小組的不同部門按自身職能啟動整個機制，包括封鎖小組、維生支援小組。各部門會按本身預案啟動整個程序，當作出決定後整個過程相當快。

### 封控措施標準質疑
7月5日下午疫情記者會上，應變協調中心公佈新增兩個感染群組之一新葡京酒店群組，累計13人染疫，在記者會進行期間，多個政府部門將新葡京酒店進行圍封並列為紅碼區，而酒店內的娛樂場也隨即關閉。
7月6日疫情記者會上，有傳媒反映，部分新葡京的賭客在昨日封控前已離開，擔心會造成防疫隱患。衛生局傳染病防控處處長梁亦好表示，經過流行病學調查和風險評估後，認為疫情的發現主要發生在員工之間，由於新葡京的員工共用酒店及附屬設施的設備，而且員工與酒店住客接觸較多，所以兩者均須留在酒店接受封控。至於娛樂場賭客方面，經評估與員工接觸較少，所以允許他們離開。當局重申此做法與早前封控財神酒店的做法類似。警方補充指，已要求相關賭客離開前要登記個人資料，以方便後續追蹤監管。
至於酒店安排房間方面，旅遊局公共關係處處長藍同好表示，現時新葡京酒店內約有500人被封控，一般會安排兩人一間房，最多可安排三人加床同房，被問到費用方面，藍同好稱，妥善安置人員為首要工作，局方稍後會再與酒店商討。而有在該酒店工作的員工指未進行核酸與其他人同房擔心感染風險，相關情況仍待相關部門回應。
7月8日防疫記者會上，有意見質疑衛生部門對祐漢樂富新邨的四幢大廈現時疫情狀況，分別為現有感染個案、曾有感染個案以及未有感染個案，但該四幢於7月7日晚上均都列入紅碼區。衛生局傳染病防控處處長梁亦好表示，封控大廈的原則是當發現大廈出現傳播，就會考慮列為紅碼區。對於樂富新邨四座大廈均被封控，是因為四座大廈內部相通，雖然不同座數，但相通會增加傳播風險。另一邊廂，有相通平台樓層的海上居只是有特定地方被封控；而出現數十宗感染個案的四季名店，其一二樓相通，但兩層樓圍封時間亦相隔多日。為什麼部份地方會被區別處理，所謂的紅黃區的封控標準是否任由當局搬龍門？上月26日列為紅碼區的海上居，其六座均由一個共通的平台樓層相連，但紅碼的只有第四座，其他座數相安無事；又如四季名店出現員工確診個案，政府起初選擇只封一樓，並稱二樓無傳播風險，所以無需封控。其後當局又公佈封了二樓，因為7月5日發現感染個案。
7月23日疫情記者會上，當局要求黃碼人士7天4檢升級為7天5檢，有關措施也適用於舊的黃碼區人士，衛生局將以短訊方式通知黃碼區人士。同時會根據風險評估，將紅碼區周邊地區列為黃碼區，並要求區內人士定期接受核檢。原因是澳門已進入了疫情防控「鞏固期」，有必要及早對發現的新個案採取更嚴格的措施。 
7月24日防疫記者會上，有記者問及東望洋新街美利閣為何列為紅碼區？衛生局傳染病防控處處長梁亦好指出，經管控中檢出的陽性個案是美利閣大廈清潔工人，經評估有關人士在大廈內活動範圍廣泛，涉及多個樓層，他的風險不會較陽性病例住戶低，甚至更高，所以管控大廈住戶。梁亦好表示，現時群組個案仍增加，有關陽性個案大部分為早前陽性病例的同住人，基本於醫觀酒店管控中發現，她稱，Omicron傳染性非常強，好多家庭同住人百分百被感染。 7月25日防疫記者會上，有記者問及為何美利閣紅碼區附近大廈不列為黃碼區？中心表示，過往把部分紅碼區附近的大廈列為黃碼區，原因是這些紅碼區多為層數較少的大廈，且陽性個案曾在附近區域活動。有關美利閣的情況，由於此大廈為其中一個陽性個案的工作地點，為高層大廈，且該陽性個案並沒有在美利閣附近地方活動，故沒有將其附近的大廈列為黃碼區。

## 封控疫廈染疫人數不斷上升惹擔憂
7月11日疫情記者會上，衛生局傳染病防控處處長梁亦好表示，有數幢大廈確診的個案相對較多，包括：康和廣場、快富樓、新美安大廈，應變協調中心正在分析原因，同時安排住戶作更加頻密的檢測。由於一幢大內出現多宗個案的原因較多，不排除若出現水平或垂直感染時，需要轉移住戶到醫學觀察酒店接受觀察。

### 康和廣場第二座染疫人數急增
7月11日，涉及應變協調中心公佈的第17個感染群組「康和廣場-筷子基社屋」群組中的涉疫住宅康和廣場第二座，封閉期間陽性個案仍不斷增加，至今已升至59例。住戶提心吊膽，不明為何已經足不出戶仍不斷有人感染。期望政府加強大廈的清潔消毒、徹查病毒傳播途徑及考慮上門逐層核檢。有住戶指出，7月4日轉為紅碼區後，7月6日染疫個案增至40多宗，部分樓層一梯八伙全部中招，至於傳播途徑仍然不明。該住戶指出，住戶除了下樓核檢，全部時間都在家，不明為何每日都有人感染。有住戶疑因搭電梯或排隊核檢時與鄰居聊天而染疫，現已被隔離。擔憂搭電梯或排隊核檢亦有風險，現主要行樓梯落樓核檢。建議政府考慮上樓逐層核檢，未必要入戶，在走廊核檢亦可。提及樓下食店林立，被形容為“飯盒街”，有不少外僱光顧，並在附近席地食飯，吃完就隨意丟棄飯盒，衛生環境堪憂，曾向政府部門反映未有明顯改善。質疑有確診者光顧的快餐店不知有否徹底消毒，翌日即開舖營業，大批外僱排隊，擔憂或存在病毒散播風險。另一名住戶指，大廈陽性病例在7月11日已升至59例，疫情地圖上難以區分是屬管控抑或社區中新增個案。住戶看到感染個案不斷飆升，又不知病毒如何在大廈內傳播，十分擔憂。大廈原定數天前解封，因新增個案延至7月16日。無了期的封控及等待，令住戶開始失去耐性。期望政府加強大廈清潔消毒，徹查封控期間感染個案劇增的原因及病毒傳播途徑，減低病毒傳播的風險。
立法會議員李良汪亦收到康和廣場第二座住戶求助，封控期間陽性個案仍不斷增加，憂慮大廈內已出現管道或通風系統垂直傳播的途徑，或會引發更大風險。另有住戶質疑是公共部分清潔消毒不足、垃圾未有及時清理。李良汪冀當局應全面評估此類情況及制訂預案，按照調查結果及成因採取措施，包括必要時撤離住戶等，保障住戶安全並切斷社區傳播鏈。
北區社諮會委員、婦聯常務理事許樂敏高度關注，並收到該大廈住戶反映政府封控情況，稱現時已有多個樓層的同一座戶，甚至同一樓層全層出現確診情況。而居於相關座戶的其他樓層居民，亦表示非常擔心大廈出現類似香港經渠道和通風口引發的垂直或水平傳播。同時大廈內有不少長者屬慢性病患者，均對大廈情況表示“心很慌”。她提到，現時本澳已有兩唐樓紅碼區居民遷移到醫觀酒店。期望當局加快研判康和廣場二座的情況，是否需要個別座戶的居民撤出大廈隔離，切斷大廈內傳播鏈，讓居民能安心度過封控期。另一方面，許樂敏引述居民表示，由於在封控期間，大廈仍然一直出現陽性個案，擔心頻繁下樓進行核檢，容易出現感染風險，亦有居民表示不敢開窗，擔心空氣傳播。據了解，現時居民已自發通過業主微信群交流，並自行分樓層分批進行核檢。針對現時大廈不同樓層但有相同座戶出現確診的情況，她建議當局能派員評估大廈渠管或設置，是否容易出現感染風險。同時加強向居民宣傳，對於加強大廈單位內渠管的防疫管理。尤其對於單位內居住有長者或殘障人士的家庭，更需加強防疫知識宣講。

### 議員促查清紅碼大廈陽性個案大增原因
7月12日，工聯總會副理事長、立法會直選議員李振宇希望政府相關部門盡快協助居民查明原因，堵塞防疫漏洞，保障居民健康安全。早前鄰埠香港疫情期間，多幢大廈曾出現新冠病毒垂直傳播問題，本澳部分紅碼區是否亦存在類似情況現不得而知，需政府相關部門盡快進行詳細調查。他希望政府相關部門重點關注長時間出現陽性個案的封控區，在加強相關大廈環境清潔消毒工作的同時，積極協助居民查明原因，若發現相關大廈存在水平或垂直感染，須盡快將住戶遷往醫觀酒店，降低進一步感染的風險。

### 紅碼大廈衛生問題惹關注
對於疫廈爆疫和衛生問題備受關注。7月14日防疫記者會上，衛生局傳染病防控處長梁亦好表示，7月12日已為康和廣場二期住戶進行核檢排查，結果均為陰性。稱為紅碼住戶進行核檢是必要措施，有助當局了解大廈內有否更多感染個案。現時，紅碼住戶在五天的封控期間須進行兩次核酸檢測，以及每天抗原檢測。再次呼籲居民離開單位時要佩戴好口罩，在公共地方盡量不要接觸環境和物品，不要聚集交談，在完成核酸檢測或取得生活物資後，須盡快返回單位，並清潔消毒雙手。倘若有特殊情況的大廈，例如快富樓（涉及很多長者和行動不便人士），7月14日核酸採樣隊便為住戶上門採樣。
被問及是否有條件將整座大廈居民轉移至隔離酒店。梁亦好指出，保安及裝修群組疫情期間曾將新美安大廈居民轉移至醫觀酒店，但亦衍生很多不同問題，每人都有自身考量，需綜合考慮研判病例分佈等，是否有需要全員轉移至酒店醫學觀察。

### 新美安二期解封無期
自6月29日起，位於黑沙環的新美安大廈二期列為紅碼封控區，至今仍未解封，不斷有陽性個案，不少住戶在社交平台表示希望當局協助搬遷至醫觀酒店。在7月18日疫情記者會上，衛生局傳染病防控處處長梁亦好回應表示，因應很多不同紅碼區的經驗，人與人之間的接觸是引起傳播的最大風險。強調只要紅碼區內的居民，按照防疫要求留在單位內，非必要不離開單位，有信心病毒可停止傳播。她稱，大廈出現傳播與人同人的接觸關係最大，也不排除有人接觸污染的環境。市政署每兩日對新美安大廈進行深度清潔消毒的工作，再次呼籲新美安大廈住戶或其他紅碼區大廈的住戶，在封控期間如非必要不要離開單位，在單位內一定要做好個人防控措施，包括關門、盡量留在相對獨立的空間，若外出核檢接觸過環境，回家後一定要做好個人清潔，並確保家中去水管、地漏定期注水。
市政署於7月18日發出新聞稿，每晚均派員到紅碼大廈為住戶清理垃圾，其中新美安大廈更是每兩天做一次全面深層消毒，由圍封至當天共收集的生活垃圾總量逾九噸，吉祥樓圍封三天已清理垃圾約一噸。同時在該大廈及吉祥樓的樓梯、天井等公共地方仍不斷出現大量棄置雜物及垃圾，市政署呼籲紅碼住戶不要亂拋垃圾，注重環境衛生，每晚把包紮好的垃圾放在家門前，由工作人員收集移走。

## 紅碼大廈處理方法受質疑

### 紅碼區大廈狗隻窒息失救死亡 其處理方法惹民憤
7月14日，有紅碼大廈威龍花園居民昨(14)日向當局求救，事緣家中狗隻因進食時哽噎，引致呼吸困難，其後更出現窒息情況。事主自行搶救不果後，希望將狗狗送去急救，於是立即向當局、寵物醫院、寵物協會求助，但獲得的回覆大多是「沒有緊急服務，紅碼區出不到車」。據了解，距離威龍花園最近新的寵物醫院只需10分鐘路程。被封控的事主由下午5點開始打到電話，直到7點多才有工作人員到來，但狗狗這時已經失救死亡。事主在社交平台上發貼文說︰「我只是想幫我隻狗叫醫療服務。或者可以給我帶它去看醫生。因為情況好緊急，我不是叫你幫我收拾屍體啊⋯⋯我是想你救回我的狗隻。」市政署於晚上11時54分發新聞稿表示，市政狗房獸醫抵現場後發現，該犬隻已死亡，並出現輕微屍僵。經初步檢查，該犬隻氣管入口被固體異物完全阻塞，窒息致死。事件引起熱議，不少市民對事件感到痛心和憤怒，有市民表示，一直以來澳門絕大部分市民都非常配合政府的防疫工作，但為何政府政策不可以人性化一些？「一個疫情顯出澳門的落後、顯盡人性冷漠無視寵物生命。」亦有市民質疑，即使有私人動物醫院拒絕為紅碼區域提供緊急服務，為何市政署及治安警卻似乎缺乏處理與紅碼區動物有關的緊急機制？
7月15日防疫記者會上，對於傳媒關注相關事件，仁伯爵綜合醫院醫務主任李偉成表示，市政狗房於7月14日接獲紅碼區威龍大廈一住戶求助電話後，即派出獸醫前往，獸醫在趕往現場期間，曾致電狗主瞭解狗隻情況，據狗主表示，懷疑狗隻是食物哽噎並出現失禁，獸醫抵達現場後發現狗隻已死亡，並出現輕微屍僵。經初步檢查，狗隻氣管入口被固體異物完全阻塞，窒息致死。由意外發生至死亡，窒息致死的時間只是短短數分鐘。據瞭解，意外發生後，狗主曾致電私人獸醫求助。他引述市政署指，自疫情爆發兩年多以來，市政狗房一直有為紅碼區因醫治或被隔離而未能照顧寵物的住戶提供暫托和醫療輔助服務。由6月19日至今，已累計向153隻寵物提供照顧暫托、醫療輔助等服務，當中曾向6隻寵物提供醫療輔助服務。市政署對這次的狗隻意外窒息死亡事件表示遺憾。

## 院舍閉環管理之爭議
6月24日，社會工作局宣佈為防範疫情進入院舍，全澳24間長者院舍陸續實施「防範式閉環管理」。閉環管理下，除特定人員外，院舍的所有人員（包括長者及員工）基本留在院舍不外出，實行定期檢測，同時謝絕外來探訪，採取無接觸式物料交收等措施。

### 一刀切“閉環”苦了院舍工作人員
6月25日，有院舍工作人員就反映，目前許多院舍的生活配套都難以負荷員工所需，一眾員工在沒有適當休息環境的情況下經受與家人分別之苦，實在難免士氣低落。
6月28日，有院舍員工向澳門本地傳媒發佈來論，指閉環原意是為了保障院友的健康安全，但政策的推行是嚴重扼殺和損害員工的生理和心理安全。在來論中提到院舍作息環境惡劣，人員擁擠，工作環境和生活條件不能保障，從事院舍行業非高危接觸感染風險但要求閉環也非常不合理。該工作人員表示懇請當局重新考慮閉環管理的利弊，如賀特首所言，面對疫情要理性，不是單純一刀切全封全禁就是最佳方法，又認為通過每日快速檢測和高危人群核酸定期篩查才是長久實行和安全的方法，一味無了期閉環對員工的精神社會折磨，院友因為醫療行為如洗腎亦有進入社區的風險，綜合以上，閉環實在不是良策。
就院舍實施閉環管理上問題，衛生局傳染病防控處處長梁亦好回應稱，閉環管理並非因為院舍出現疫情，而將其列為封控區，而是希望更好地保護住在院舍裡的院友，因為這些院友一般都是較脆弱的人群，一旦感染新冠病毒，後果會好嚴重。現時的閉環管理希望將工作人員和院友留在院舍內，減少工作人員因返工放工而將病毒帶入院舍，亦希望透過減少探視而病毒感染風險降低。當疫情緩解，閉環管理措施會考慮調整。現時全澳院舍實施閉環管理，而下環一長者院舍被驗出「十混一」陽性，梁亦好表示，將安排相關人士檢測。同時，會與社工局保持密切聯繫，同步與所有院友做抗原檢測，稍後亦會安排全員核檢。

### 母親會下環長者綜合服務中心爆疫
6月30日，社會工作局宣佈母親會下環長者綜合服務中心再多5宗陽性個案，累計8宗。立法會前直選議員、新澳門學社副理事長蘇嘉豪表示，現時院舍的疫情令人憂慮，並質疑這種閉環管理的出發點，是利用暫時剝奪照顧者的完全人身自由，來保護場所內的被照顧者，但「如果照顧者也被置於身心困厄的境地，這個出發點還可以到達想要的目的地嗎？」蘇嘉豪在來稿中指出，理解當局不希望複製院舍爆疫的慘痛教訓，儘管當局有提供閉環管理指引，但院舍一夜之間增加數十名員工須全天候留宿，根本不可能騰出充足的房間和床位，據不同院舍向其反映的實況，這些留守的照顧者連日來只能被安置在活動室等舍內公用空間或自己的辦公室，以很薄的膠墊、瑜伽墊甚至紙皮作息，有些更沒有枕頭和綿被。他續指，院舍員工本身的合法勞動權益保障問題也備受質疑，閉環管理打破了他們工作和休息的界限，但當局至今仍無進一步說明如何確保超時工作報酬、休息時間及假期補償均受到《勞動關係法》的保障，導致有員工反映部分院舍曾聲稱「不會提供相關補償」。蘇嘉豪又表示，《勞動關係法》雖有規定當「發生不可抗力的情況」，僱主可無須徵得僱員的同意而安排僱員每日工作最多16小時，但現時這種「只進不出」模式的閉環管理是否屬於「發生不可抗力的情況」？如果情況長期持續，員工會否一直被要求超長時間工作甚至陸續導致過勞？對此，當局同樣隻字沒有交代。
在6月30日防疫記者會上，對於母親會下環環長者綜合服務中心現群組疫情，社會工作局強調該院舍由6月25日起已進行閉環管理措施，並在不同時間透過多次核酸檢測發現到陽性個案，及後社工局已即時配合衛生局，採取所需的感染控制措施，包括環境定時消毒、分層分區管理、員工在固定地方照顧長者時必須穿上整套防護裝備、休息時要保持合適距離，以及儘量減少不必要的活動，以期透過這些措施減少人員接觸，有效控制病毒在院舍內的擴散。因應院舍的狀況，該院舍的員工和院友現時每日進行兩次核酸檢測，而相關新增個案就是因此發現的。
7月3日，應變協調中心宣佈兩名原居住母親會下環長者綜合服務中心的長者不幸離世，社會工作局局長韓衛在防疫記者會中指，就母親會下環長者綜合服務中心自6月28日發現陽性個案，社會工作局、衛生局和母親會一直保持緊密聯繫，在疫情應對、人員支援及物資保障等方面，為院舍提供各方面的協助，並透過頻密的核酸檢測和抗原快測，力求在最短時間內發現感染個案，即時實施隔離診治，防止疫情的進一步蔓延。至今已在母親會下環長者綜合服務中心進行了14次的核酸檢測及6次抗原快速檢測。在6月28日至6月30日期間，該院舍共有3名院友和11名員工分別在院內或隔離設施進行的核酸檢測中結果呈陽性。而自7月1日至今共進行5輪核酸檢測中，所有院友及員工的檢測結果均呈陰性。社會工作局將協同衛生局繼續在院內進行頻密的核酸檢測，密切監察院內的情況發展，加強感染控制措施，及時採取應對行動，務求在最短時間內控制院內疫情。對於原入住母親會下環長者綜合服務中心的兩名高齡院友不幸離世，社會工作局感到非常難過，對其家屬致以深切慰問。社會工作局十分理解家屬的悲痛心情，已主動與家屬聯繫，全力為他們提供輔導及所需協助。

### 衛生局承認院舍閉環實屬非不得已
7月7日防疫記者會上，仁伯爵綜合醫院醫務主任李偉成在回應指院舍採取閉環管屬「非不得以」，目的是要保護院舍內的長者，其益處大於員工閉環時的心理壓力，當局除了對員工表達謝意、提供支援之外，亦希望他們能夠理解。又指若院舍爆發疫情將加大該地區的整體醫療負擔，死亡率也會上升，閉環目的是有效保護長者這脆弱的一群，也相信措施的益處肯定大於員工因閉環時所承受的心理壓力。而對院舍員工帶來不便和壓力，也是非不得已，又感謝院舍員工的令出，並承諾局方會提供支援，同時亦希望他們能夠理解。

### 院舍閉環致員工爆煲
自疫情爆發初期起，社工局宣佈為保障院舍避免出現病毒傳播風險實施閉環管理，但有院舍員工反映，閉環管理令他們身心俱疲，壓力爆煲，希望當局設輪換機制，讓他們有喘息機會。在7月8日防疫記者會上，社會工作局研究及規劃廳廳長鄧潔芳表示，局方持續關注和研究可行方案，務求讓正處於閉環管理的院舍員工有更多休息時間，以至可以與家人相聚。當局現時正研究有否相對獨立場所，當員工休息時或放假可離開院舍，到指定場所休息。

### 前線社工團體發起行動 支持前線院舍員工訴求
7月8日，澳門社會工作者工會發起行動，呼籲網民以「一人一句」支持院舍前線的訴求。社工工會指出，連日來聽到院舍前線的職工和同業發出的聲音，知道大家都累了，希望能回家。社會工作局局長韓衛一句社會面清零才有望結束閉環，讓不少前線員工感到憤怒和難過。社工工會對院舍在閉環之前線員工作出清晰訴求，包括期望能盡早結束閉環，早日回家。若閉環未能結束，也必須為留駐的前線員工提供人性化及尊重個人私隱的合適休息空間；各院舍須認真制定輪更安排，讓前線員工能有足夠休息。這是一場持久戰，員工需要互相接力。社工工會呼籲網民用A4寫低一句說話、拍照上載社平台或工會的專頁來支持院舍前線的訴求。

### 院舍閉環指能有效控制院內疫情
7月10日防疫記者會上，社會工作局局長韓衛表示，院舍實施「閉環管理措施」，並為合共4,700多名院舍員工及院友進行連續的核酸檢測及每天快速抗原測試。各間院舍在15天內進行了15至25次核酸檢測，檢測次數接近15萬次，除了母親會下環長者綜合服務中心出現陽性個案，以及聖類斯公撒格之家發現一名復陽個案，其餘閉環設施的核酸檢測結果均為陰性。在母親會下環長者綜合服務中心院內疫情防控方面，社會工作局與衛生局緊密合作，指引院舍嚴格採取各項感染控制措施，包括：實行分層分區管理機制、每天早晚兩次核酸檢測等，防止疫情在院內擴散。經過各方面的共同努力，院舍最近連續十天核酸檢測結果全部陰性，有效控制院內疫情。

### 院舍員工爆煲情況比實際嚴重
7月12日，有不少院舍員工表示，在閉環管理下院舍未有合適的對待員工，閉環管理下令他們身心俱疲，有員工每晚悲傷流淚，更有員工需要助眠藥物才能休息。而社工局一直聲稱會對院舍內的員工進行支援，但至今仍未今日有多大的改善。就此，澳門社會工作者工會（下稱社工工會）於7月12日就關注閉環院舍之員工情況舉行線上記者會，並邀請到兩名前線員工分享其工作環境、其餘同工以及院友目前的狀況。其中一名院舍員工批評，每次看到當局對院舍員工致以感謝以及稱員工都理解時，都感到反感。她批評，當局的措施都未能幫助員工，且每次當局所表達的亦非院舍員工的心聲。她表示，在措施實施前只有數小時的時間讓員工安排並準備閉環的物資，如替換衣物等，而當時正在上班的員工只能安排親友為自己帶來物資。她批評當局以及院方都未有給予員工足夠時間準備，而措施實行至今已逾半個月，仍然未知「幾時先可以出去」。
另一名員工亦認同閉環前的準備時間少，當日晚上六時收到通知，六小時後，翌日凌晨零時起便開始閉環。有同工是在院舍內的活動室或空房的地下「瞓紙皮」，當中有部分是院友的活動空間，令員工的作息未能如常，皆因有院友會行走行去，亦有因生病仲會大叫或呻吟。在連適合的休息空間也欠奉下，員工的服務質素有所下降。該員工又表示，有不少同事在閉環前中後期也沒有足夠時間去理解社工局提及的院舍閉環工作指引，加上人手不足，工作壓力大，以致未能更仔細地執行防疫工作。亦有同事擔心家中幼兒的照顧和成長，更有同事因閉環而不能照顧家中的初生幼兒。他稱，以上這些都是同工心理壓力來源，每晚都聽到有同事悲傷流淚，有同事更需要助眠藥物才能入睡，每日有不同院友有負面情緒而需要求助院內專業同工。閉環管理結束無期，更加大了院友和院舍員工身心健康狀態。
社會工作局雖然在短期內落實出環輪休方案，以及為閉環員工發放額外的薪金、津貼及/或假期。但有受訪閉環工向本地傳媒表示，管理層每輪僅允許兩人出環，坦言不知何時才能輪到自己出環，以及額外薪金津貼亦未有具體金額公布，直言當局缺乏妥善安排。有員工指，在6月29日上午突然被通知需回到中心閉環，僅有數小時的時間讓員工安排並準備閉環的物資，仿似被殺一個措手不及；且事前亦沒有詢問過員工是否願意進行閉環，只被告知若不配合回到院舍進行閉環，將當曠工論。有員工直言即變相「無得揀」，認為連基本的尊重都沒有。而出環以後再入環亦需進行七天隔離，但這七天究竟是計算上班還是年假呢？而期間仍在環內工作的員工是否會超過連續工作七天的勞工法規定呢？這些當局均未有詳細解釋。